# The Lodge (série télévisée)
 (septembre 2019).
Si vous disposez d'ouvrages ou d'articles de référence ou si vous connaissez des sites web de qualité traitant du thème abordé ici, merci de compléter l'article en donnant les références utiles à sa vérifiabilité et en les liant à la section « Notes et références ».
The Lodge est une série télévisée britannique en 25 épisodes d'environ 23 minutes créée et réalisée par Matt Bloom (en) et Dez McCarthy, produite par Zodiak Kids Studios et basée sur la série télévisée israélienne North Star (en). Elle est diffusée du 23 septembre 2016 au 3 novembre 2017 sur Disney Channel Royaume-Uni et Irlande et simultanément sur Disney Channel (Canada) et depuis le 17 octobre 2016 aux États-Unis.
En Belgique, la série est diffusée depuis le 5 mars 2017 sur Disney Channel Belgique[réf. souhaitée], et en France, entre le 24 mars 2017 et le 17 février 2018 sur Disney Channel France[réf. souhaitée]. La série est disponible en VàD sur la plateforme Disney+ depuis son lancement.

## Synopsis
Après le décès de sa mère, Skye, une adolescente de 15 ans d'origine citadine, s'installe à l'hôtel familial, le Lodge de l’Étoile des North, situé dans une campagne reculée d'Irlande du Nord et jusque-là géré par son grand-père maternel, Patrick. Dans ce nouvel environnement, elle fait la connaissance de plusieurs jeunes de son âge : Ben et Sean, deux garçons qui ne la laisseront pas indifférente, Noah, qui est DJ, et sa meilleure amie Kaylee, passionnée de chant, et enfin Danielle, jeune fille affirmée et très sûre d'elle. Lorsqu'elle apprend que son grand-père est sur le point de vendre l'hôtel faute de clients, Skye, sentimentalement attachée à ce lieu (en effet, sa défunte mère y avait vécu), est bouleversée et refuse de s'en séparer. Elle propose alors de reprendre elle-même la gestion du Lodge pour y faire revenir la réussite et son père lui pose donc un ultimatum : elle a jusqu'à la fin de l'été pour relancer l'hôtel et que, si elle ne réussit pas, il sera bel et bien vendu. Et c'est ainsi qu'elle prend en main le Lodge et va tout essayer pour le sauver, aux côtés de son père Ed, son meilleur ami Josh et de ses nouveaux amis.

## Distribution

### Acteurs principaux
- Sophie Simnett (VFB : Audrey Devos) : Skye Hart
- Luke Newton (VFB : Fabien Finkels) : Ben Evans
- Thomas Doherty (VFB : Antoni Lo Presti) : Sean Matthews
- Bethan Wright (VFB : Sandrine Henry) : Danielle Clark
- Jayden Revri (VFB : Bruno Borsu) : Noah Potts
- Jade Alleyne (en) (VFB : Mélissa Windal) : Kaylee Markson
- Joshua Sinclair-Evans (VFB : Jean-François Gérard) : Josh
- Mia Jenkins (VFB : Fanny Dumont) : Alex (saison 2)

### Acteurs secondaires
- Marcus Garvey : Ed Hart
- John Hopkins : Samuel James, dit « S. J. »
- Geoffrey McGivern (en) : Patrick North
- Dan Richardson : Gil Matthews
- Ellie Taylor (en) : Christina
- Laila Rouass : Olivia Clark
- Dominic Harrison (Yungblud : Oz
- Tom Hudson (VF : lui-même) : Kyle
- Martin Anzor : Aaron
- Sarah Nauta : Lori
- Clara Rugaard : Ana
- Cameron King : Ethan
- Emma Campbell-Jones : Ella
- Lina Larissa Strahl (VFB : Sophie Frison) : Frankie
- Dove Cameron : Jess (saison 2)
- Kimberley Walsh : Rebecca (saison 2)

Version française
- Société de doublage : Dubbing Brothers Belgique
- Direction artistique : Géraldine Frippiat
- Adaptation des dialogues : Marie Do Laurent

## Production
En juillet 2015, Disney Channel Royaume-Uni et Irlande a donné son feu vert à Zodiak Kids Studios pour lancer la production de la série, qui avait comme titre de travail North Star (en), titre de la série israélienne. Pour la première saison, treize épisodes avaient été initialement annoncés, chacun d'une durée moyenne de 22 minutes, mais la saison n'en comptera finalement que dix. Le personnage principal, Skye, devait originellement être nommé Maya, comme dans la série originale. Le tournage de la série a lieu au Royaume-Uni, et plus précisément en Irlande du Nord, dans le comté de Down.
Le 13 décembre 2016, la série a été renouvelée pour une deuxième saison[réf. souhaitée], qui sera diffusée en 2017.

## Épisodes
| Saison | Saison | Épisodes | Royaume-Uni       | Royaume-Uni      | France           | France          |
| Saison | Saison | Épisodes | Début             | Fin              | Début            | Fin             |
| ------ | ------ | -------- | ----------------- | ---------------- | ---------------- | --------------- |
|        | 1      | 10       | 23 septembre 2016 | 25 novembre 2016 | 27 mars 2017     | 7 avril 2017    |
|        | 2      | 15       | 9 juin 2017       | 3 novembre 2017  | 11 novembre 2017 | 17 février 2018 |

### Saison 1 (2016)
La saison est diffusée du 23 septembre 2016 au 25 novembre 2016 au Royaume-Uni et du 17 octobre 2016 au 25 novembre 2016 aux États-Unis. En France, elle est diffusée du 27 mars 2017 au 7 avril 2017.
| №  | #  | Titre Français     | Titre Original    | Diffusions française | Diffusions originale | Code prod. |
| -- | -- | ------------------ | ----------------- | -------------------- | -------------------- | ---------- |
| 1  | 1  | Nouvelle venue     | The New Girl      | 27 mars 2017         | 23 septembre 2016    | 101        |
| 2  | 2  | La Téléréalité     | Reality Check     | 28 mars 2017         | 30 septembre 2016    | 102        |
| 3  | 3  | Opportunités       | Opportunities     | 29 mars 2017         | 7 octobre 2016       | 103        |
| 4  | 4  | Double rendez-vous | Double Date       | 30 mars 2017         | 14 octobre 2016      | 104        |
| 5  | 5  | Vainqueur          | #Winning          | 31 mars 2017         | 21 octobre 2016      | 105        |
| 6  | 6  | La confession      | Best Kept Secrets | 3 avril 2017         | 28 octobre 2016      | 106        |
| 7  | 7  | Annulation         | Cancelled         | 4 avril 2017         | 4 novembre 2016      | 107        |
| 8  | 8  | Le Camping         | Wishful Thinking  | 5 avril 2017         | 11 novembre 2016     | 108        |
| 9  | 9  | La Rencontre       | The Truth         | 6 avril 2017         | 18 novembre 2016     | 109        |
| 10 | 10 | Le Choix           | The Choice        | 7 avril 2017         | 25 novembre 2016     | 110        |

### Saison 2 (2017)
Cette deuxième saison de quinze épisodes est diffusée depuis le 9 juin 2017 avec onze nouvelles chansons.
| №  | #  | Titre Français                | Titre Original          | Diffusions française | Diffusions originale | Code prod. |
| -- | -- | ----------------------------- | ----------------------- | -------------------- | -------------------- | ---------- |
| 11 | 1  | C'est toi que j'ai choisi     | I Choose You            | 11 novembre 2017     | 9 juin 2017          | 201        |
| 12 | 2  | Premier rendez-vous           | Partners                | 18 novembre 2017     | 16 juin 2017         | 202        |
| 13 | 3  | A l’aide !                    | Help                    | 25 novembre 2017     | 23 juin 2017         | 203        |
| 14 | 4  | Appelez-moi                   | Call Me                 | 2 décembre 2017      | 30 juin 2017         | 204        |
| 15 | 5  | L’invité mystère              | Mystery Guest           | 9 décembre 2017      | 7 juillet 2017       | 205        |
| 16 | 6  | Le marathon de danse          | The Last Dance          | 16 décembre 2017     | 14 juillet 2017      | 206        |
| 17 | 7  | Sauver le Lodge               | I'll Huff And I'll Puff | 23 décembre 2017     | 14 juillet 2017      | 207        |
| 18 | 8  | Sans rancune                  | No Hard Feelings        | 30 décembre 2017     | 8 septembre 2017     | 208        |
| 19 | 9  | Changement de direction       | Under New Management    | 6 janvier 2018       | 15 septembre 2017    | 209        |
| 20 | 10 | La tempête                    | Storm                   | 13 janvier 2018      | 22 septembre 2017    | 210        |
| 21 | 11 | Choisir son camp              | Taking Sides            | 20 janvier 2018      | 29 septembre 2017    | 211        |
| 22 | 12 | Une offre difficile a refuser | Hard to Say No          | 27 janvier 2018      | 6 octobre 2017       | 212        |
| 23 | 13 | Divergences                   | Distant Relations       | 3 février 2018       | 13 octobre 2017      | 213        |
| 24 | 14 | La ligne d'arrivée            | Finish Line             | 10 février 2018      | 27 octobre 2017      | 214        |
| 25 | 15 | L'étoile des North            | The North Star          | 17 février 2018      | 3 novembre 2017      | 215        |